# Mandrágora (banda)
Mandrágora é uma banda de música folk do Porto, em Portugal. A banda participou de diversos concertos e festivais ao longo dos anos. Seus integrantes são Filipa Santos (flautas, saxofone, gaita de foles), Miguel Moreira: guitarras, efeitos, percussão
, Gabriel 'Sm0ke' nos efeitos sonoros e mixagens e João Serrador: baixo eléctrico, kalimbas, percussão e João Martins: bateria
.

## História
Mandrágora é nome de uma planta que possui virtudes fecundantes e afrodisíacas, uma raiz medicinal cujo fruto, idêntico a uma pequena maçã, exala um odor forte e fétido. A raiz da planta tem a forma humana e de acordo com a crença popular, a mandrágora grita como gente quando é arrancada da terra.
É também o nome de um jovem colectivo do Porto, que se destaca pela criatividade das suas composições originais  e dos arranjos de temas do vasto repertório tradicional português. Música que evoca a tradição Portuguesa, explora o encontro com outras culturas e deixa ainda transparecer uma grande diversidade de influências da música moderna.
A atribuição do Prémio Carlos Paredes de 2006 em exaequo com “Ascent” de Bernardo Sassetti, veio confirmar o mérito deste trabalho. O prémio Carlos Paredes é atribuído pela Câmara de Vila Franca de Xira, com o objectivo de premiar anualmente o melhor álbum de música instrumental não erudita, nomeadamente a de raiz popular portuguesa, tendo em conta a importância que ela tem para o reforço da nossa identidade cultural.
Desenvolve desde 1999 um trabalho centrado em novas abordagens da música tradicional portuguesa, com arranjos contemporâneos e alguns temas originais, com muita interacção musical e improvisação. 
Uma reflexão pessoal sobre a forma como o grupo observa o nosso património cultural imaterial e sua apropriação sonora. Este é um trabalho centrado em novas abordagens da tradição oral portuguesa, uma perspectiva contemporânea muito particular. 
O grupo tem tocado muito  em Portugal assim como no estrangeiro em países como Espanha, França, Croácia, Itália e recebido criticas muito positivas. 
Em 2000 o grupo dá-se a conhecer em trio como Mandrágora com a sua estreia ao vivo  no 1º Festival Intercéltico de Sendim.
Nos anos seguintes o grupo actuou com diferentes formações um pouco por todo o país e também no estrangeiro. Foi ainda escolhido para representar Portugal no 2º Encontro Europeu de Jovens Músicos Tradicionais (Eurofolk 2002, Parthenay - França), um programa da União Europeia da rede Cultura 2000
O seu primeiro registo de originais, "Mandrágora" foi editado em 2005 pela editora Zounds e muito bem recebido pela imprensa e comunidade on-line, vindo também a ser galardoado com o Prémio Carlos Paredes, atribuído anualmente ao melhor disco português de música instrumental não erudita.
```
O quinteto começa a trabalhar no seu 2º álbum e posteriormente efectua uma residência musical em Langonnet (França) sobre a orientação de Jacky Molard, da qual resulta uma tournée na Região da Bretanha com os convidados Simone Alves e Guilhaume Le Guernne.
```

O 2º álbum "Escarpa" é lançado em Maio de 2008 e mais uma vez recebe rasgados elogios da crítica especializada. Dois temas contam com as participações especiais de vozes emergentes na música portuguesa: Francisco Silva (Old Jerusalem) e Helena Madeira. 
No plano instrumental os Mandrágora convidaram os italianos Matteo Dorigo (sanfona) e Simone Botasso (acordeão diatónico). 
O projecto resultante da residência efectuada em França, uma encomenda do Festival de Músicas do Mundo de Sines, é apresentado em Portugal na edição de 2008 do Festival.
O grupo prepara-se para editar o seu 3º registo discográfico a editar em 2013.

## Concertos de destaque
- Festival Intercéltico de Sendim - Sendim
- Eurofolk - Encontro Europeu de Jovens Músicos Tradicionais - França
- Festival de Música Tradicional , Casa da Música - Porto
- Festival Raízes do Atlântico, Funchal - Madeira
- Plaza Mayor de Salamanca - Espanha
- Festival de Inverno - Serpa
- Festival Med, Loulé - Loulé
- Festa do Avante, palco 1º de Maio - Seixal
- Festival Maré de Agosto, Sta. Maria - Açores
- Residencia Musical, Bretanha - França - com Jacky Molard, Guillaume le Guern e Simone Alves
- Porto Bairro a Bairro - Porto
- Festival Ethnoambient - Salona Croácia
- FMM Sines c/ convidados especiais - Sines